# Jean-Louis Pons
Jean-Louis Pons (Peyre, França, 24 de desembre de 1761 - Florència, Itàlia, 14 d'octubre de 1831) va ser un astrònom francès conegut per ser el major descobridor visual de cometes de tots els temps: entre 1801 i 1827 va descobrir trenta-set cometes, més que qualsevol altre astrònom en la història.

## Biografia
Jean-Luis Pons va néixer el 24 de desembre de 1761 a Peyre, al departament dels Alts Alps francesos, en el si d'una família humil, per la qual cosa amb prou va rebre educació formal. El 1789 va començar a treballar a l'Observatori de Marsella com a conserge, guanyant gradualment experiència mentre assistia els astrònoms. Va acabar aprenent a fer observacions per si mateix, mostrant una habilitat sorprenent a recordar camps d'estrelles i notar canvis en ells.
En la seva primerenca carrera com a astrònom, el senzill i confiat Pons solia ser l'objecte de bromes per part d'astrònoms experimentats. Una vegada, Franz Xaver von Zach li va aconsellar buscar cometes quan les taques solars fossin visibles, donant-li sense voler un molt bon consell a Pons.
Pons va descobrir el seu primer cometa (descobriment compartit amb Charles Messier) l'11 de juliol de 1801. Se suposa que va usar telescopis i lents que ell mateix va dissenyar. El seu "Grand Chercheur" ("Gran Cercador") sembla que va ser un instrument de gran obertura i distància focal curta, similar a un "telescopi cercador de cometes". No obstant això Pons no era gaire acurat en mantenir un registre de les seves observacions i les seves notes són extremadament vagues.
L'any 1819, Pons es va convertir en el director del nou observatori en Marlia, prop de Lucca (Itàlia), lloc que posteriorment va abandonar el 1825 per a dedicar-se a l'ensenyament de l'astronomia a La Specola, a Florència.
Pons va descobrir 4 cometes periòdics, dos dels quals, 7P/Pons-Winnecke i 12P/Pons-Brooks, conserven el seu nom. Un altre cometa observat el 26 de novembre de 1818 va ser anomenat Cometa Encke després que Johann Franz Encke calculés la seva òrbita i el seu cridaner curt període (encara que Encke va continuar referint-se al cometa com el "Cometa de Pons"). Pons també va compartir el descobriment del cometa inicialment anomenat "Pons-Coggia-Winnecke-Forbes" i actualment conegut com 27P/Crommelin, en honor a Andrew Crommelin, qui va calcular la seva òrbita.
Va rebre el Premi Lalande de l'Acadèmia Francesa de les Ciències en 1818 pel seu descobriment de tres cometes en aquest any.
Al voltant de l'any 1827 la vista li va començar a fallar i es va retirar totalment de l'observació astronòmica poc abans de la seva defunció.

## Eponimia
A més dels cometes que porten el seu nom, el nom Pons apareix també a:
- El cràter lunar Pons porta aquest nom en la seva memòria.[4]
- L'asteroide (7645) Pons també commemora el seu nom.[5]